# Municipio de Wilson (condado de Grundy)
El municipio de Wilson (en inglés: Wilson Township) es un municipio ubicado en el condado de Grundy en el estado estadounidense de Misuri. En el año 2010 tenía una población de 406 habitantes y una densidad poblacional de 4,61 personas por km².

## Geografía
El municipio de Wilson se encuentra ubicado en las coordenadas 39°59′48″N 93°25′16″O / 39.99667, -93.42111. Según la Oficina del Censo de los Estados Unidos, el municipio tiene una superficie total de 88.12 km², de la cual 87,51 km² corresponden a tierra firme y (0,69 %) 0,61 km² es agua.

## Demografía
Según el censo de 2010, había 406 personas residiendo en el municipio de Wilson. La densidad de población era de 4,61 hab./km². De los 406 habitantes, el municipio de Wilson estaba compuesto por el 97,29 % blancos, el 0,74 % eran asiáticos y el 1,97 % eran de una mezcla de razas. Del total de la población el 0,49 % eran hispanos o latinos de cualquier raza.